# Tome Faisi
Tome Faisi (21 de enero de 1982) es un futbolista salomonense que juega como defensor en Solomon Warriors.

## Carrera
En 2007 pasó del Marist FC al Kossa FC, jugó allí hasta que en 2012 fue fichado por Solomon Warriors.

### Clubes
| Club             | País          | Año               |
| ---------------- | ------------- | ----------------- |
| Marist FC        | Islas Salomón | ¿? - 2007         |
| Kossa FC         | Islas Salomón | 2007 - 2012       |
| Solomon Warriors | Islas Salomón | 2012 - actualidad |

### Selección nacional
Jugó 7 partidos y marcó un gol representando a las Islas Salomón. Fue convocado para disputar la Copa de las Naciones de la OFC 2012.